# 纽约三角内衣工厂火灾
纽约三角内衣工厂火灾发生于1911年3月25日，是美国纽约市历史上最大的工业灾难，火灾导致146名服装工人被烧死或因被迫跳楼致死，死者大多数是女性。这也是纽约市2001年911事件之前最严重的工作场所的灾难。

## 历史
当时管理人员为了防止一些工人趁换班时溜出去休息抽烟，将通向楼梯井和出口的门全部上锁，致事發時多数女工未能及時逃生。这场火灾敦促了立法——要求改善工厂安全标准，并且促进了国际妇女服装工人会联合（International Ladies' Garment Workers' Union）的发展，该组织致力於为血汗工厂的工人争取更好及更安全的工作环境。